# Сенеж (посёлок)
Сене́ж — посёлок в Московской области России. Входит в городской округ Солнечногорск. Население — 422 чел. (2010).

## География
Расположен на севере Московской области, в северной части округа, на восточном берегу Сенежского озера, примерно в 4 км к северо-востоку от центра города Солнечногорска, с которым связан прямым автобусным сообщением. В посёлке 6 улиц, приписано садоводческое товарищество (СНТ). Ближайшие населённые пункты — деревни Редино и Тимоново. Также в посёлке есть стадион «Сенеж»

## Население
| 1859 | 1890 | 1899 | 1926 | 2002 | 2010 |
| ---- | ---- | ---- | ---- | ---- | ---- |
| 90   | ↗211 | ↘204 | ↘186 | ↗364 | ↗422 |

## История
…за Пантелеем и Степаном Михайловыми детьми Чириковыми старое поместье село Сенеж, у озера Сенежа; в селе церковь Димитрия Селунскаго да в пределе Покров святей Богородицы древяная клетцки, поставлена вновь; пашни церковной перелогом и лесом поросло худой земли 10 четвертей в поле, а в дву потомуж, сена 20 копен; в селе двор помещиков с деловыми людьми, двор прикащика, дв. задворного человека и 2 дв. крестьян.— Писцовые книги Дмитровского уезда 1627 г.
Построенный вместо деревянной Покровской церкви однокупольный кирпичный храм относился к стилю классицизма, имел трапезную с Дмитриевским приделом и колокольню. В 1931 году, в связи с созданием военного полигона, был закрыт и переоборудован в водокачку, а в 1950 году снесён.
В «Списке населённых мест» 1862 года — владельческое село 1-го стана Клинского уезда Московской губернии по левую сторону Санкт-Петербурго-Московского шоссе, в 26 верстах от уездного города и 8 верстах от становой квартиры, при озере Сенежском, с 12 дворами, православной церковью и 90 жителями (43 мужчины, 47 женщин).

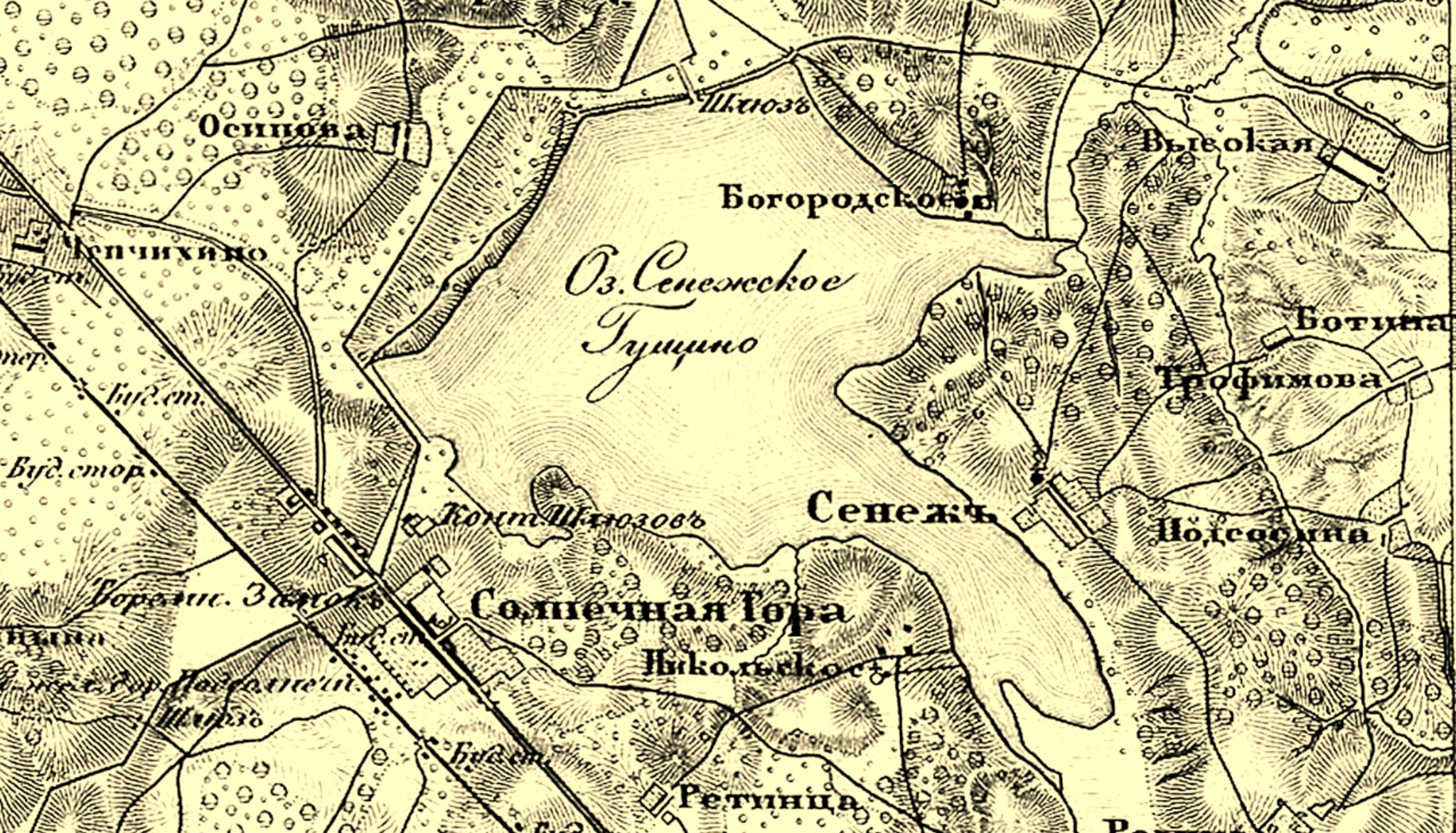
Село на карте Московской губернии Ф. Ф. Шуберта 1860 г.

По данным на 1890 год — село Солнечногорской волости Клинского уезда с 211 душами населения, в 1899 году — село Вертлинской волости Клинского уезда, проживало 204 жителя.
В 1913 году — 9 дворов.
По материалам Всесоюзной переписи населения 1926 года — центр Сенежского сельсовета Вертлинской волости Клинского уезда в 6,4 км от Ленинградского шоссе и 9,6 км от станции Подсолнечная Октябрьской железной дороги, проживало 186 жителей (91 мужчина, 95 женщин), насчитывалось 43 хозяйства, среди которых 41 крестьянское.
С 1929 года — населённый пункт в составе Солнечногорского района Московского округа Московской области. Постановлением ЦИК и СНК от 23 июля 1930 года округа как административно-территориальные единицы были ликвидированы.
С 1994 до 2006 гг. посёлок входил в Солнечногорский сельский округ Солнечногорского района.
С 2005 до 2019 гг. посёлок включался в городское поселение Солнечногорск Солнечногорского муниципального района.
С 2019 года посёлок входит в городской округ Солнечногорск.